# Білий Камінь (Гайсинський район)
Бі́лий Ка́мінь — село в Україні, у Чечельницькій селищній громаді Гайсинського району Вінницької області, біля станції Яланець 2.

## Історія виникнення села
Село Білий Камінь виникло понад двісті років тому на місці мішаного лісу і невеличкої річки.
Через село проходив Кучманський шлях. Вся територія була вкрита густим лісом, у якому протікала річка Рогізка. Через річку було споруджено міст, що був єдиною переправою. На заході і на сході знаходилися дві гори з крутими схилами, з яких було видно дорогу. Тому козаки влаштовували тут свої укріплені дозори — «січі». Спочатку східну гору називали Рогізківською, а після побудови дозору обидві гори стали називати Січовими. Біля мосту був великий білий камінь, поруч якого знаходилася корчма.
За легендою, у власника корчми була дочка Мар'яна, яку вбили татари. Корчму, яку було зруйновано, пізніше відбудували. Подорожні часто зупинялися перепочити біля білого каменя. Поступово тут почали селитися люди, вирубуючи ліс, а одну з вулиць назвали Мар'янівкою.
У 1785 році поселенці збудували у центрі села церкву, до якої перетягнули білий камінь. Цей камінь зберігався аж до початку 20 століття. 

## Населення

### Мова
Розподіл населення за рідною мовою за даними :
| Мова            | Кількість | Відсоток |
| --------------- | --------- | -------- |
| українська      | 864       | 98.53%   |
| російська       | 10        | 1.14%    |
| румунська       | 1         | 0.11%    |
| білоруська      | 1         | 0.11%    |
| інші/не вказали | 1         | 0.11%    |
| Усього          | 877       | 100%     |

## Транспорт
За 1 км від села розташована станція Яланець 2, де 2 рази на добу зупиняється вузькоколійний поїзд Гайворон-Рудниця.

## Найдавніші поселенці
Найдавнішими поселенцями були Ситники та Ясінські. Село і навколишні землі належали до реформи 1861 року польському панові. Селяни були залежні від пана та економа.

## Село після реформи
Село після реформи 1861 року стало значно більшим. Селянам дісталася незначна частка землі. У селі було 400 дворів і 900 десятин землі. 40 десятин належало сільському панові. Вся земля ділилася на так звані чотири руки, тобто селянин у чотирьох місцях мав землю і повинен був засівати лише відповідну культуру. Перша рука — нині Шпиль, друга рука — нині Мар'янівка, третя рука — нині Дубина, четверта рука — нині ліс с. Рогізка.
Селяни йшли на заробітки до панів в село Яланець та Чечельник.

## Дореволюційний період
У селі в дореволюційний період була загальна неграмотність. У 1880 році лише 4 жінки вміли читати Псалтир та було 7-8 грамотних чоловіків. Крамниці у селі не було. Необхідні предмети широкого вжитку — хліб, сіль, оселедці, цукерки купували у єврея, що жив у селі, а промислові товари — у повітовому містечку Ольгополі.

## Освіта
У 1885 році  була утворена церковно-приходська школа, розташована в одній класній кімнаті. У школі нараховувалося 12 учнів, які були дітьми заможних селян. Навчання проводив дяк.
У 1900 році побудоване нове приміщення школи, у якому навчався 21 учень.
Після Жовтневої революції у школі було 3 класні кімнати, у яких навчалися 43 учні. У цей час у школі працює три учителя. 
У 1934 році створено семирічну школу. У цьому ж році було ліквідовано неписьменність.
У 1936 році добудовано ще дві класні кімнати, вчителів було вже дев'ять. На той час у школі нараховувалося 235 учнів, які навчалися у дві зміни. У школі проводилися уроки трудового навчання.
У період тимчасової румунської окупації в школі було 4 класи. Керував навчанням румунський церковний служитель. У 1945—1946 рр. у школі навчалося 147 учнів. 

## Створення колгоспів
У лютому 1931 року був створений колгосп «Більшовик». Восени 1931 року в колгоспі побудовано приміщення для птахоферми, у якому в 1932 р. нараховувалося 300 курей. У цьому ж році побудовано конюшню на 60 голів.
У 1933 році створюється ще один колгосп — «Комунар». У цьому ж році  створюється артіль інвалідів, що об'єднувала лише інвалідів села.
У 1935 р. члени артілі інвалідів, члени колгоспів «Комунар» і «Червоний Камінь» прийняли рішення — об'єднатися в один колгосп. Отже, з 1935 року в селі лише два колгоспи: «Більшовик» і «Комунар».
   У 1950 році волею членів двох колгоспів був створений один колгосп «Більшовик». У 1963 році з ініціативи і вказівок Бершадського партійного комітету колгоспи «Більшовик» с. Білий Камінь та «Червоний прапор» с. Рогізки об'єднано та створено один колгосп «Вогні комунізму».

## Культурна сфера
У 1957 році збудовано будинок культури.
У 1970 році засновано ансамбль «Женчик». Першим керівником ансамблю була Медвецька Фросина Андріївна. Звання народного «Женчик» отримав у 1980 році. Ансамбль неодноразово брав участь в обласних та республіканських конкурсах, у міжнародному святі фольклорного мистецтва у місті Києві. У репертуарі ансамблю нараховується більше 50 пісень. Основою репертуару є обрядові пісні. 

### Незалежна Україна
12 червня 2020 року, відповідно розпорядження Кабінету Міністрів України № 707-р «Про визначення адміністративних центрів та затвердження територій територіальних громад Вінницької області», село увійшло до складу Чечельницької селищної громади.
17 липня 2020 року, в результаті адміністративно-територіальної реформи і ліквідації Чечельницького району, село увійшло до складу Гайсинського району.

## Відомі люди
- У селі народився Ясько Віталій Васильович — український художник.